# コンバインハーベスター

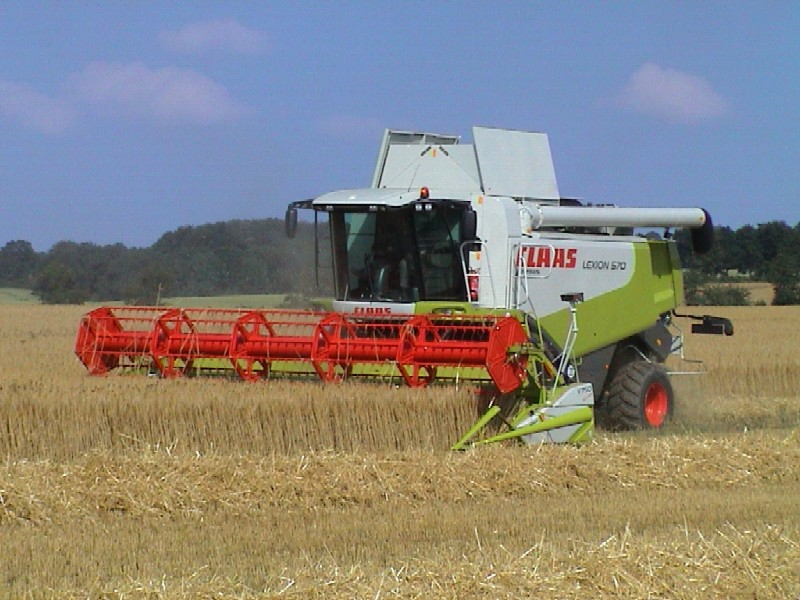
複式収穫機（コンバイン）

コンバインハーベスター（英: combine harvester、略してコンバインとも）あるいは複式収穫機（ふくしきしゅうかくき、コンバイン収穫機とも）は、穀物の収穫・脱穀・選別をする農業機械である。アブラナ（キャノーラ）、亜麻、大豆、米、カラスムギ、コムギ、ライムギ、トウモロコシなど、植物の種子（穀粒）の刈り入れと脱穀・選別を同時に行うことができる。
日本の稲作で主に使われるコンバインは自脱型コンバインと呼ばれる。それと区別するために、通常のコンバインを普通型コンバインと呼ぶ。なお「自脱」（= 自動脱穀）とあるが、普通型コンバインも自動脱穀をおこなう。
以下では普通型コンバインを主に扱う。

## 歴史

### コンバインの発明と改良

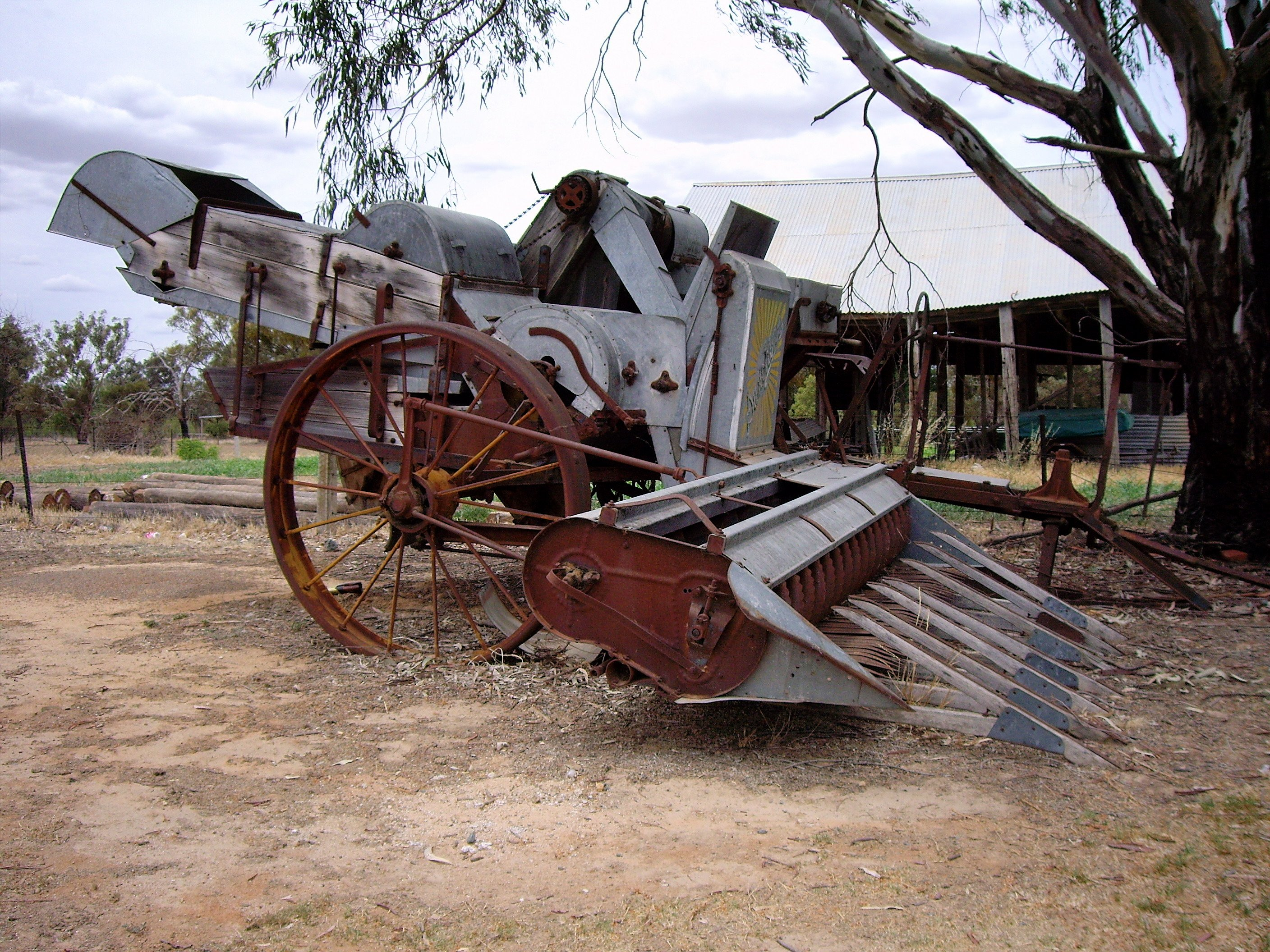
オーストラリア西部の町ヘンティで見つかった古いコンバインハーベスター

コンバインは米国で発明され、1834年にハイラム・ムーア(Hiram Moore)が特許を取得、また同年に刈取機の特許をサイラス・マコーミック(Cyrus McCormick)が取得した。
初期のコンバインのうち、特に大きなものは多頭立ての馬やラバに引かせ、機械の原動力は車輪の回転力を取り出して利用した。その後、トラクターで牽引し、そのトラクターのPTOから取り出す動力を使うようになった。
これらのコンバインは、ワラ屑から穀粒を分離するためにふるいを使い、ストローウォーカー(偏心したシャフトの上で揺動する、ギザギザが付いた格子)がワラを後方に排出し、穀粒のみを貯める。
牽引式のコンバインは、穀物の選別に独立したガソリンエンジン、またはディーゼルエンジンの動力を使うように進化した。今日のコンバインは、自走式であり、動力にディーゼルエンジンを使用する。
コンバインの設計における重要な進歩は回転式のデザインだった。ワラ屑と穀粒は強力な回転ファンを使用して選別された。軸流式(Axial-Flow)のコンバインは1977年にインターナショナル・ハーベースター (International Harvester) が発表した。1980年代には、より適切な能力で脱穀するために電子制御が普及した。この新しい装置によって最適化された刈取速度やその他の操作により、オペレータはより良い穀物を得ることが出来るようになった。

### 日本における普及

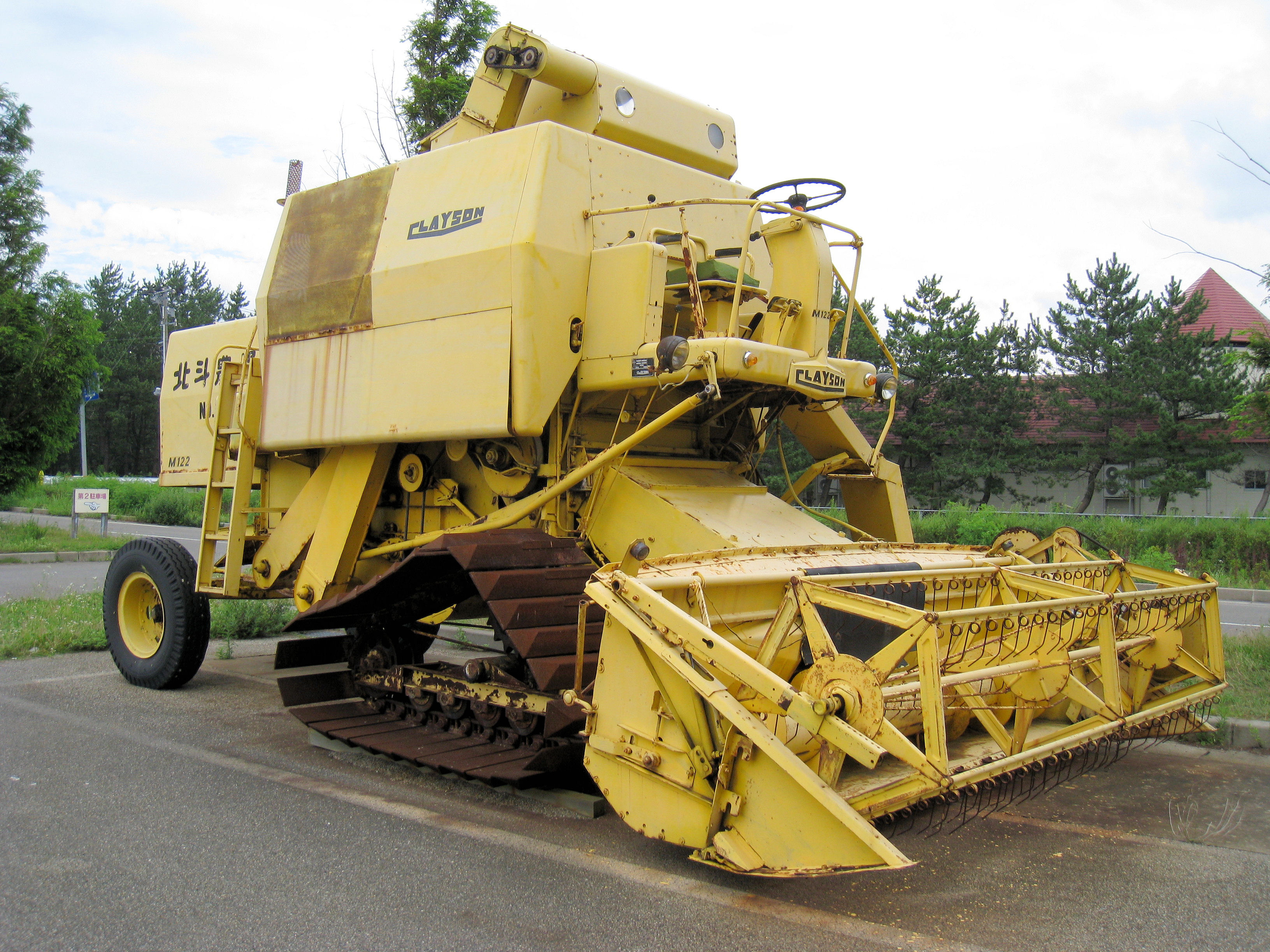
かつて大潟村で使われていた無限軌道を装備したコンバイン

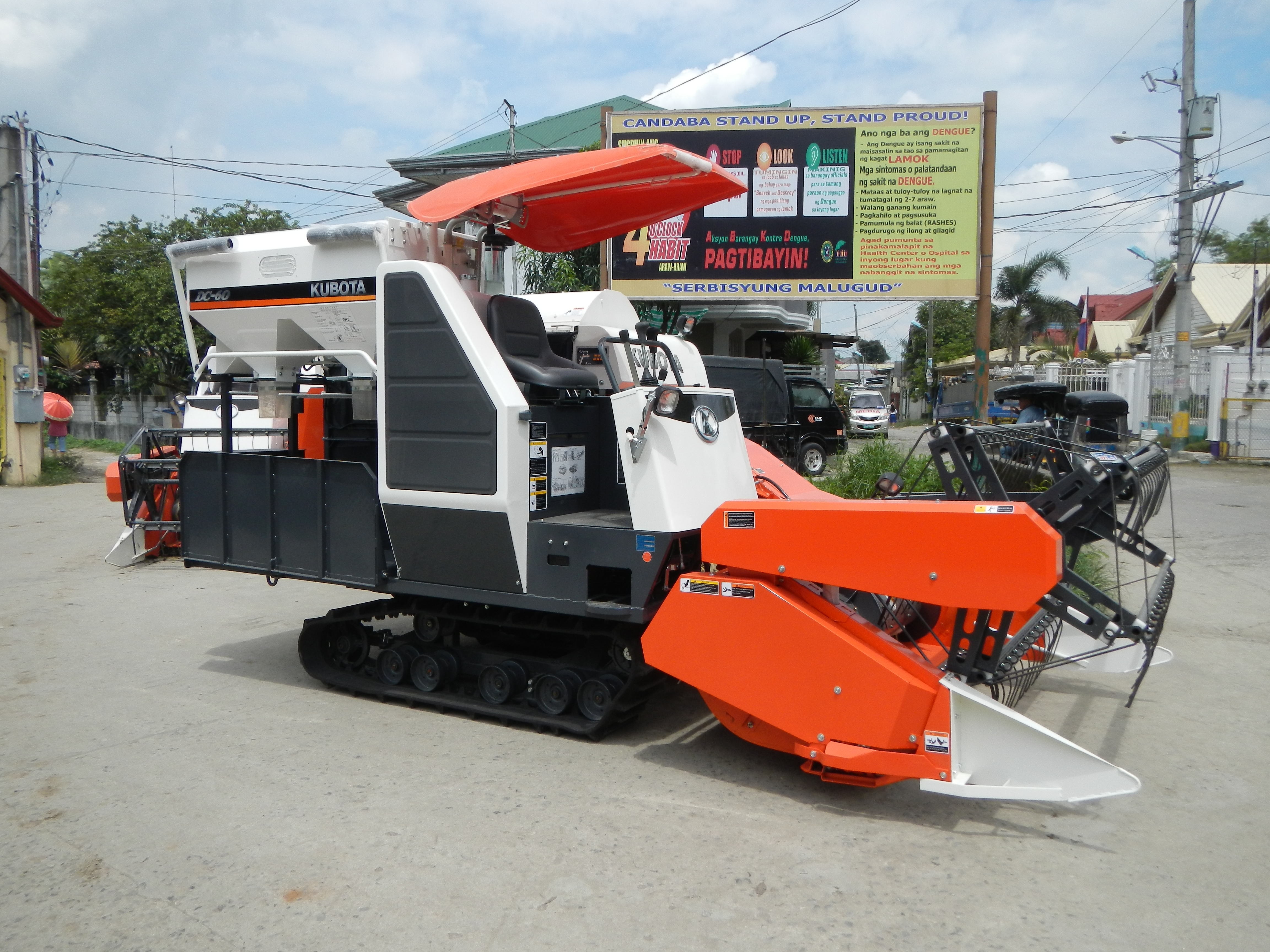
普通型（汎用）コンバイン クボタDC-60　（2014年）

米国やソビエト連邦（当時）などの大規模農場で普及した一体型のコンバインハーベスターは、日本では普通型コンバイン、あるいは汎用コンバインと呼ばれる。
日本では1962年（昭和37年）から政府が推進した農業構造改善事業の一環として導入され、水田での稲の収穫にも利用されたことがあったが、大型の普通型コンバインは日本の水田では使いづらかった。
その後、稲の収穫により適するよう日本で独自に開発された「自脱型コンバイン」の登場により、自脱型コンバインの方が徐々に普及してゆく。
日本農業機械工業会の統計による、2006年に輸入されたコンバインは167台、農林水産省の統計による2006年における普通型コンバインの出荷実績は679台であったが、これは同じ農林水産省の統計による2006年の自脱型コンバインの国内出荷台数、約3万台に比較すると遥かに少ない。

農林水産省の統計による、普通型コンバインの地域別出荷台数と刃幅別構成比を表に示す。
|          | 台数 | 1.5m未満 | 1.5～2.5 | 2.5～3.5 | 3.5m以上 |
| -------- | ---- | -------- | -------- | -------- | -------- |
| 北海道   | 298  | 17.4%    | 47.0%    | 9.7%     | 25.8%    |
| 東北     | 111  | 56.8%    | 42.3%    | 0.9%     | 0.0%     |
| 関東     | 74   | 45.9%    | 51.4%    | 1.4%     | 1.4%     |
| 北陸     | 44   | 75.0%    | 25.0%    | 0.0%     | 0.0%     |
| 東海     | 37   | 64.9%    | 35.1%    | 0.0%     | 0.0%     |
| 近畿     | 29   | 72.4%    | 27.6%    | 0.0%     | 0.0%     |
| 中国四国 | 18   | 77.8%    | 22.2%    | 0.0%     | 0.0%     |
| 九州     | 68   | 63.2%    | 35.3%    | 0.0%     | 1.5%     |
| 沖縄     | 0    | 0.0%     | 0.0%     | 0.0%     | 0.0%     |
| 合計     | 679  | 41.8%    | 42.0%    | 4.6%     | 11.6%    |
| 輸出     | 10   | 100.0%   | 0.0%     | 0.0%     | 0.0%     |

日本では1970年（昭和45年）頃より始まった減反政策により水稲から大豆・小麦・ソバ等への転作が増え、それら多種類に対応可能なコンバインが開発されて利用されている。世界的にはコンバインハーベスターは乾燥した畑で使用されることが殆どのため走行部がタイヤであるのに対し、日本製の普通型コンバインはゴムクローラを装備し、水田や転作田などでの条件適応性を高めているのが特徴である。
日本で製造される普通型コンバインのうち、刃幅1.5m以下のクラスは40馬力前後のコンバインであり、主に大豆・ソバ・麦の収穫に使用され、稲の収穫は出来ない。また、刃幅1.5m～2.5mのクラスは90馬力前後で、稲・麦・大豆・ソバなどを収穫することができ、刃幅2.5m～3.5mのクラスは140馬力前後であり、3.5m以上は輸入されたコンバインが占める。

## 構造と工程

### 刈取部

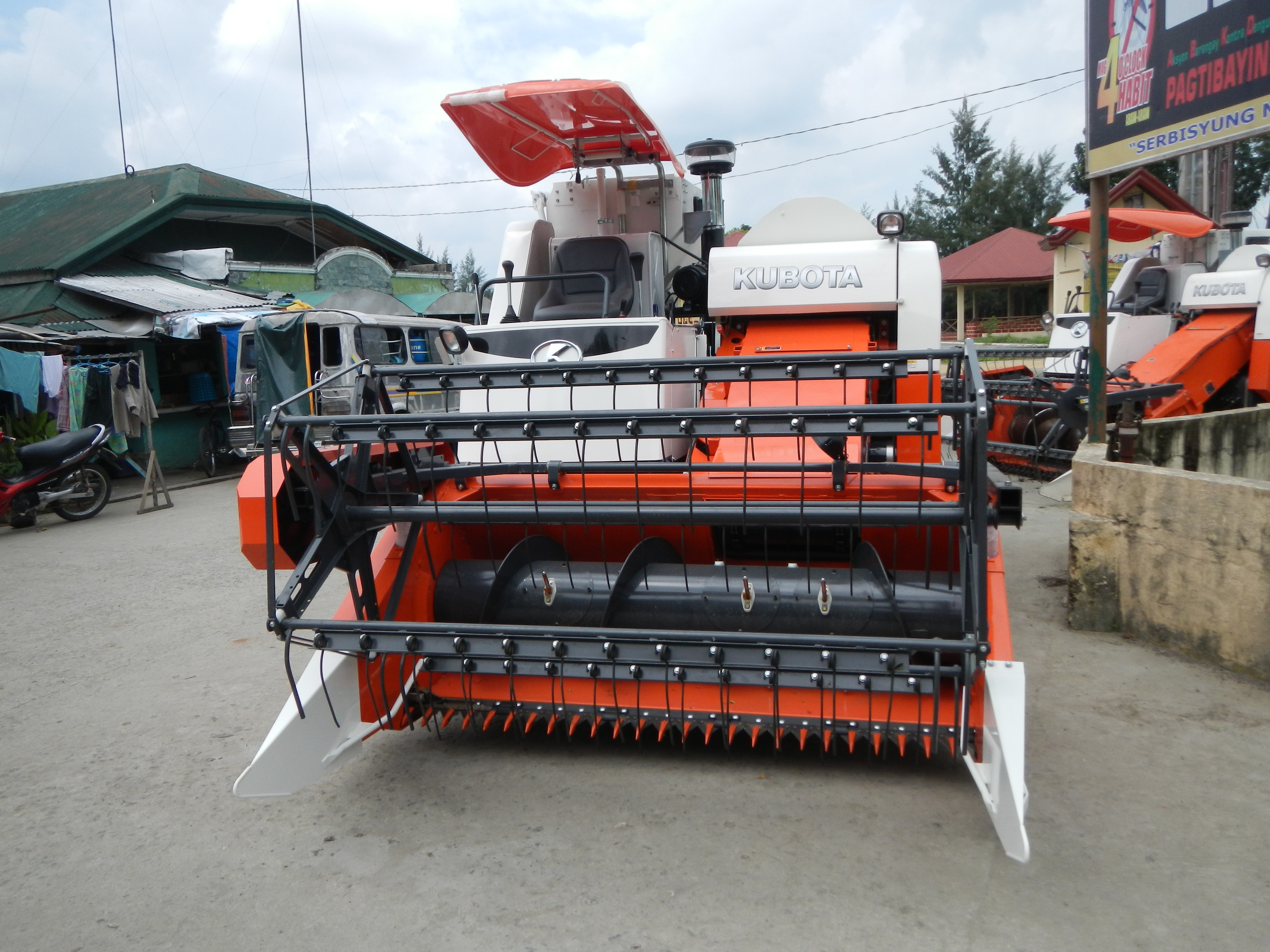
普通型（汎用）コンバイン クボタDC-60の刈取部

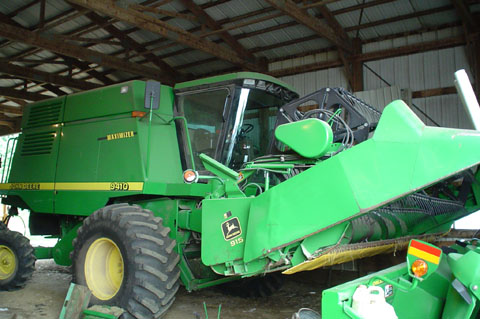
オーツ麦を収穫する準備ができたジョンディア JD9410コンバイン

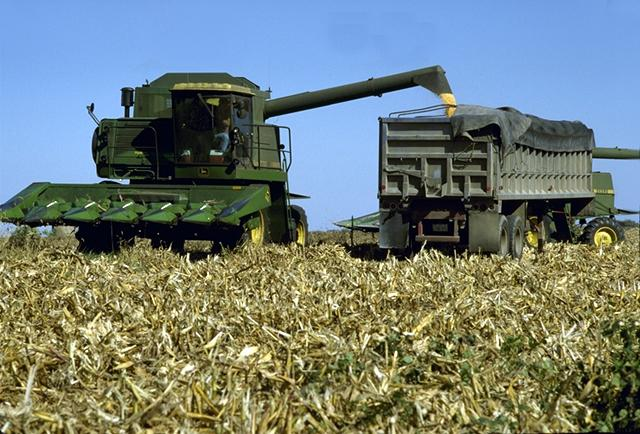
トウモロコシを収穫しているコンバイン

コンバインは、作物にあわせて設計されている脱着可能な刈取部（ヘッダと呼ばれる）を装備している。
標準ヘッダはグレンプラットフォーム(grain platform)、あるいはプラットフォームヘッダ(platform header)と呼ばれ、レシプロ(バリカン)モアーを装備し、刈取られた作物をヘッドに落とすための金属またはプラスチックのツースが付いた回転するリールを特色とする。その後、クロス・オーガ（cross auger）がスロート（throat）へ作物を引き込む。
グレンプラットフォームは、穀粒、マメ科植物および多くの種子作物を含む多くの作物に使用される。
リールがツースを装備していないという点を除いて、小麦ヘッドは同様の構造である。
ドレーパ（draper）ヘッドと呼ばれるいくつかの小麦用ヘッドは、クロス・オーガの代わりに、布かゴムのエプロンを使用する。
ドレーパヘッドはクロスオーガよりも搬送速度が速く、処理能力が高い。しかし、収量が高いヨーロッパの作物では、このヘッダの能力に脱穀能力が追いつかないため、このようなヘッダは全く利点が無い。多くの農場ではコストダウンのために、小麦用ヘッダの代わりにプラットフォーム・ヘッダが使用される。
ダミーヘッド（Dummy heads）、またはピックアップヘッドはスプリングタインのあるピックアップを特色とし、普通は強靭なゴムのベルトコンベアが付いている。
これは、既に刈り取られた作物のウインドロー、またはスワース(swaths)に使用される。これはカナダ西部などの北部の気候(northern climates)で、事前に作物を刈り倒して雑草を早く乾燥させるのに特に役立つ。 
グレンプラットフォームをトウモロコシに使うことができるが、通常は専用のコーンヘッドが使用される。
コーンヘッドは、茎や葉とトウモロコシを分離するスナップロール(snap rolls)を備え、トウモロコシとその皮だけがスロートに入る。その分、脱穀部を通さなければならない物の量が大幅に減るので、効率が劇的に改善する。
コーンヘッドは、各列の間に尖った先端がある事で見分けることが出来る。
時々、グレンプラットフォームのように機能するが、コーンヘッドのように列の間に尖った先端がある条刈り用ヘッドが見られる。これは粒の小さな穀物を収穫するときに、混入する雑草の種子を減らすために使用される。

### 走行部

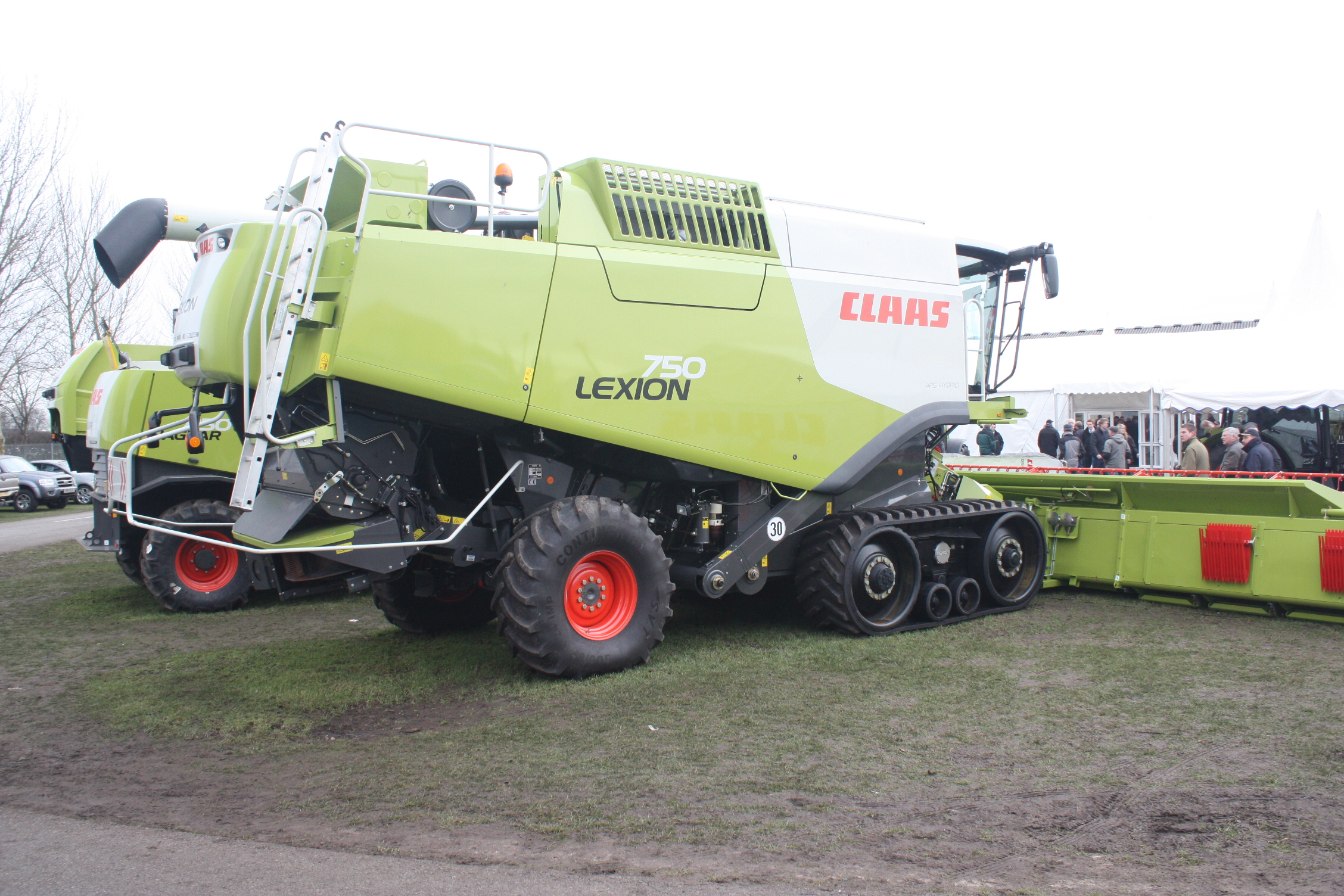
CLAAS LEXION 750。前輪がクローラになっている

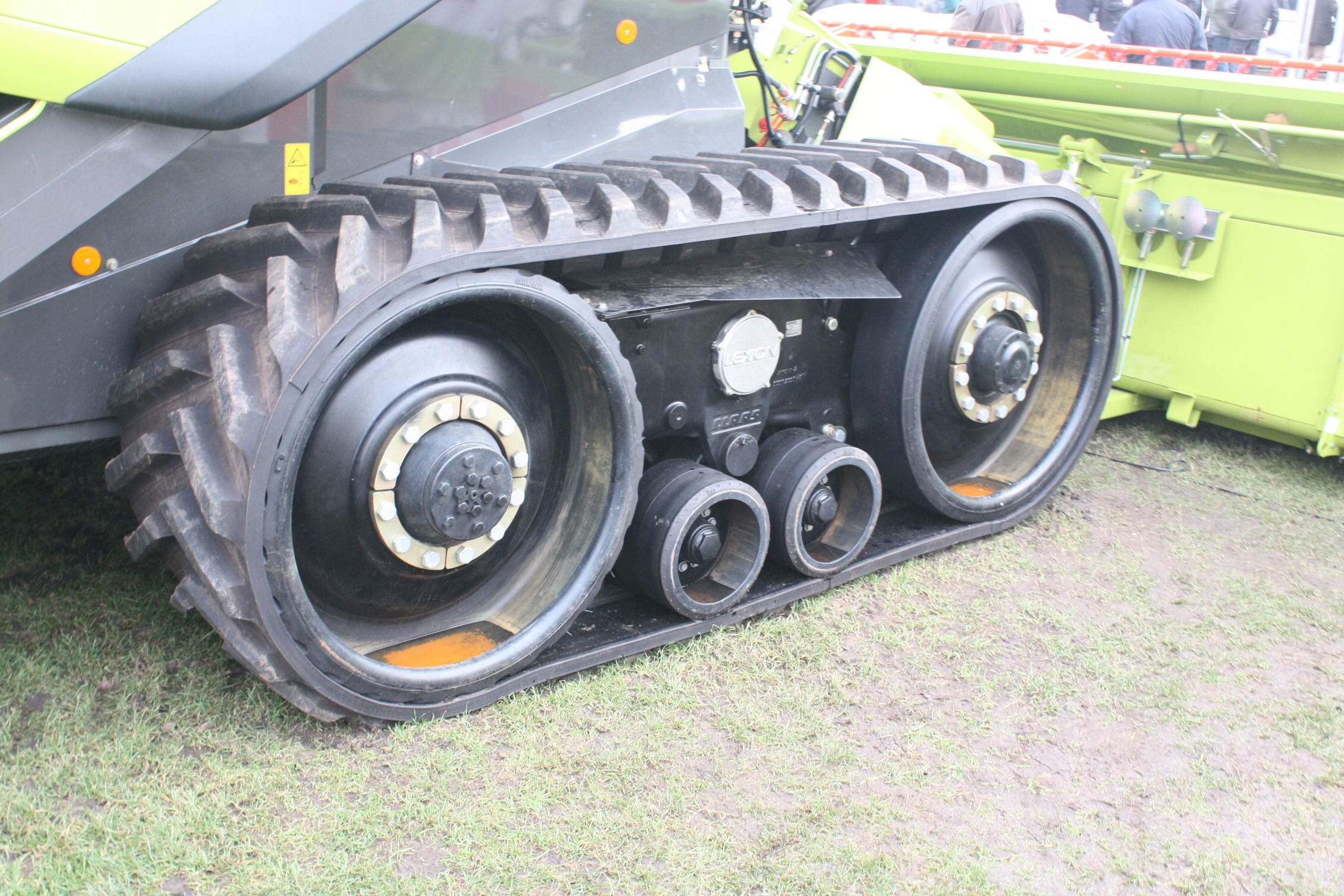
クローラ部分。クローラを外しタイヤを装着することも可能

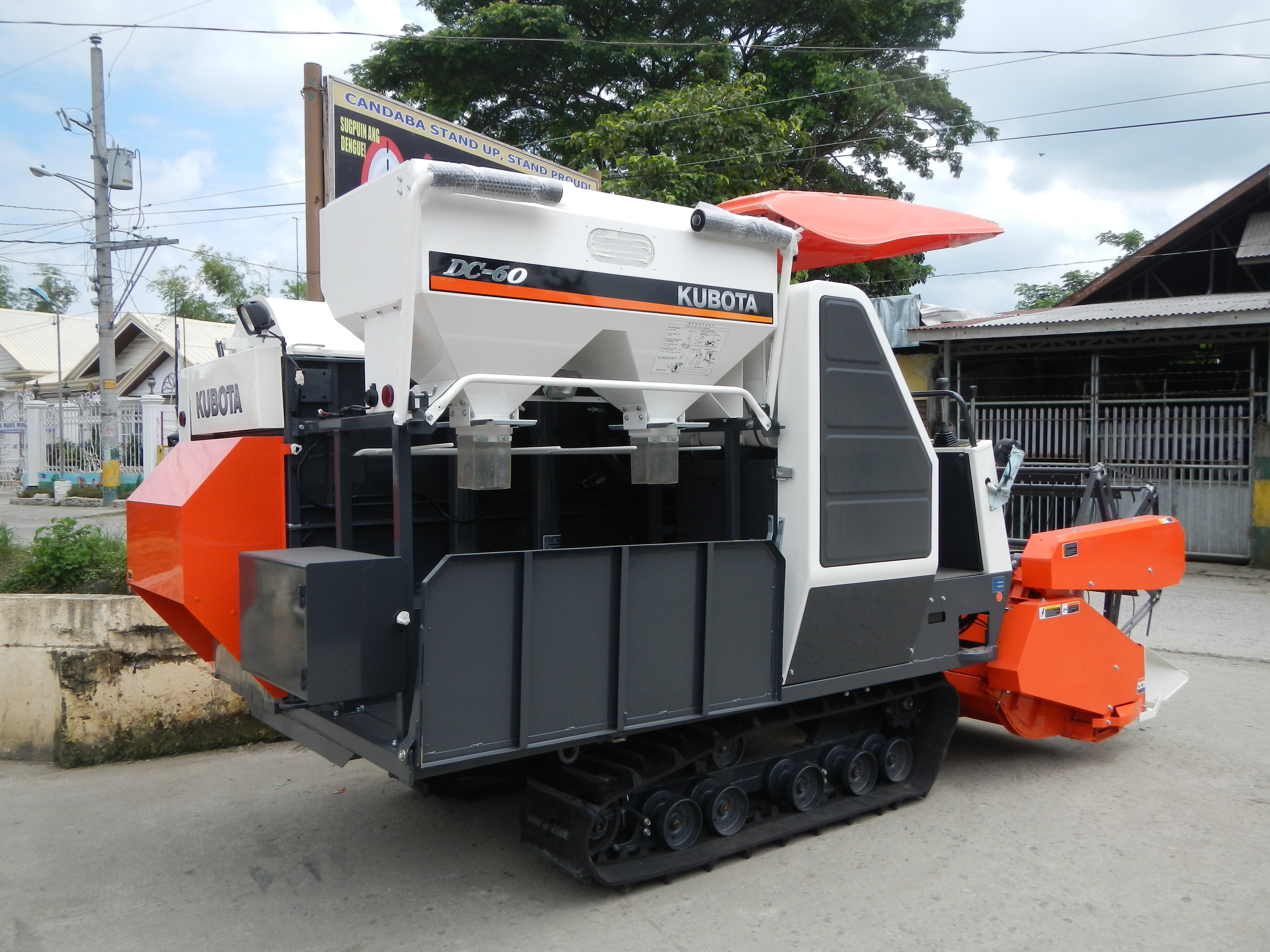
普通型（汎用）コンバイン クボタDC-60。走行部にはクローラを採用。

一般的なコンバインハーベスターは走行部に4本のタイヤを備え、フォークリフトと同じように前輪が駆動輪、後輪が操舵を担う。仕様によって4WDを用意する機種もある。日本製の汎用コンバインは水田など耐性の低い圃場での使用を想定し、走行部に自脱型コンバインのようなクローラを装備する事が多い。
海外のコンバインでもクローラを採用する場合はある。グレーナー(AGCO Gleaner)の自走コンバインは、タイヤが25cmもめり込む圃場で稲を収穫するのを補助するために、タイヤの代りに特殊な履帯を装着することができる。イタリアのラベルダ(Laverda M306 Rice)は、前輪の代りに履帯を標準装備している。これ以外のメーカーの機種でもクローラの装着が可能な機種はあり、耐性の低い圃場に配慮されている。
いくつかのコンバイン、特にFF型のタイプには、泥で沈むのを防ぐダイヤモンド型のトレッドパターンがあるタイヤがある。これらのタイヤは、アダプタとなるプレートを作るだけで他のコンバインにも取り付けることができ、ジョンディア JD6620型(2WD)のコンバインには、カバーを取外すだけで取りつけることができる。

### ヒルサイド・コンバイン

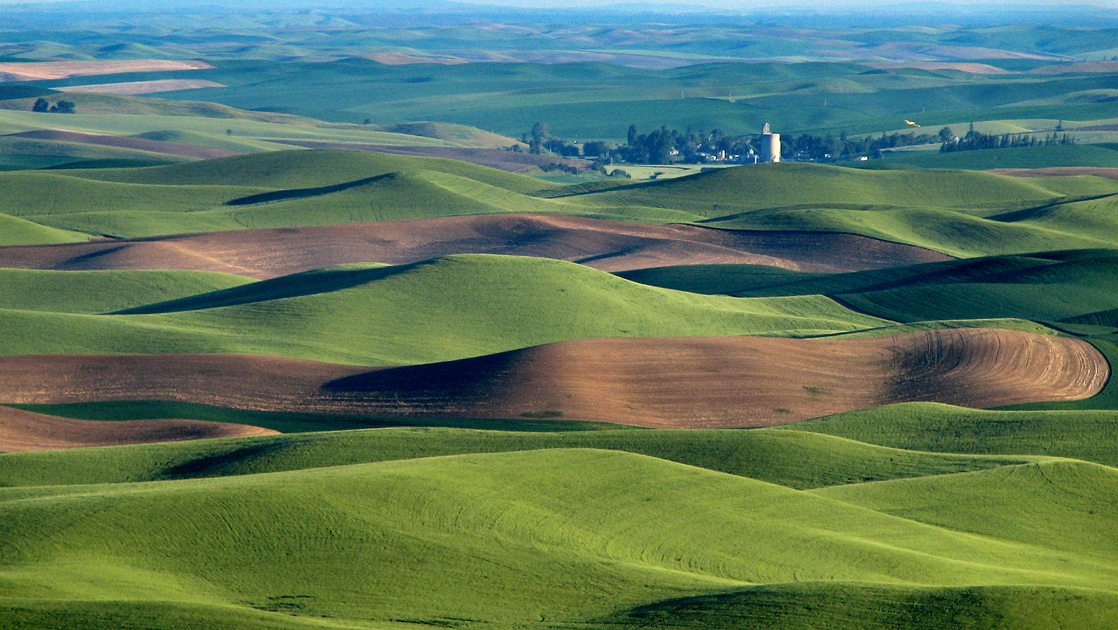
パルースの農地

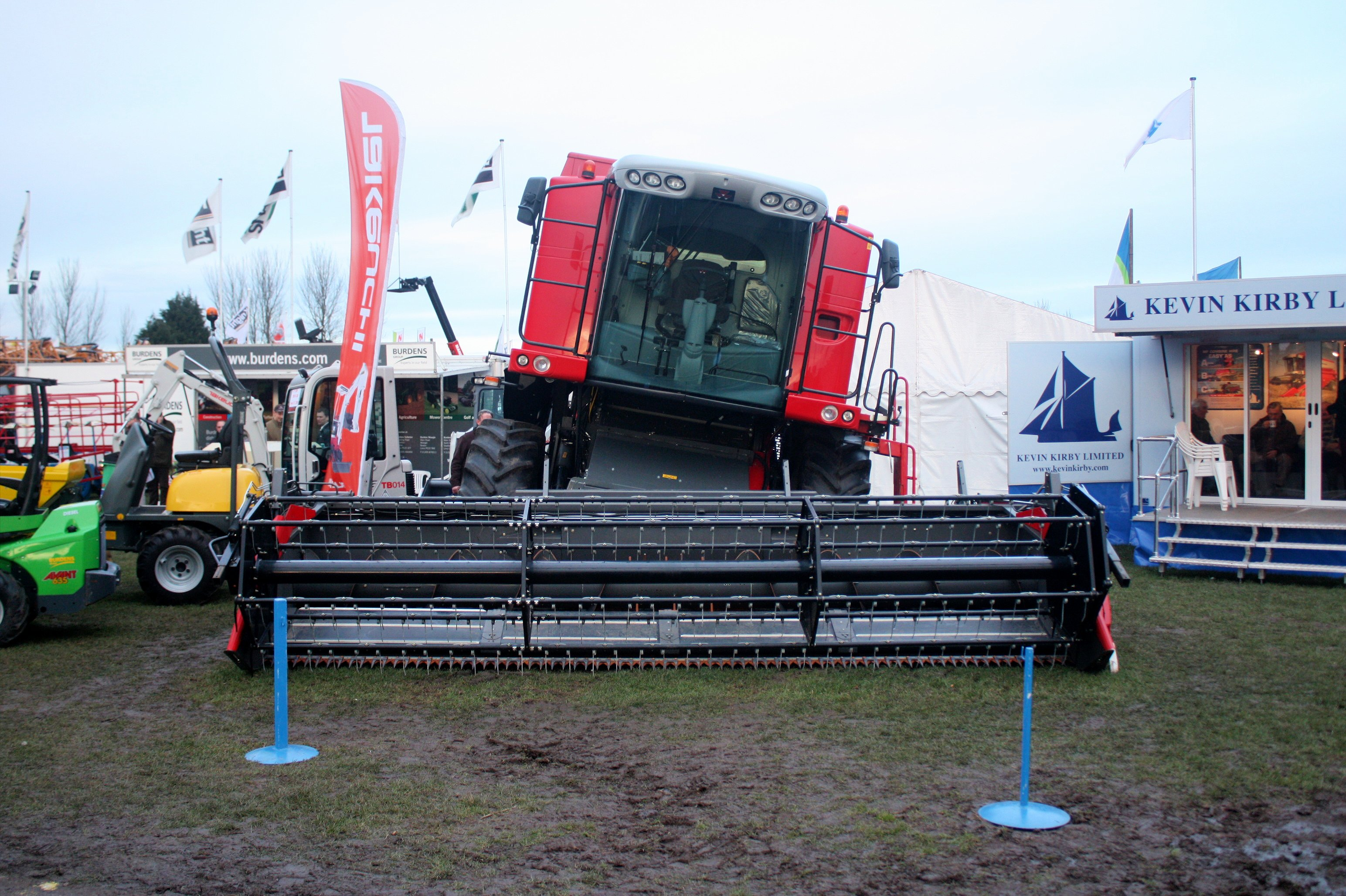
斜面用のオプションを装備したコンバイン

米国の太平洋側北西部パルース地域では面白い技術が使用されていて、コンバインが斜面でも車体の水平を保つよう油圧システムで改造されている。これは、肥沃だが驚くほど起伏が激しいその地域の農地でも、コンバインで収穫することを可能にしている。この油圧装置を装備したヒルサイド・コンバイン(Hillside combine)は50%の勾配でも作業が出来る。
グレーナー(Gleaner)、ケースIH(Case/International Harvester)、ジョンディアおよび他のコンバインメーカーは、この斜面でも車体の水平を保つシステムを装備したコンバインを生産している。また、地方の機械工場は後付け用としてそれらを製作している。
最初のヒルサイド・コンバインの技術は、1891年にカリフォルニアのホルト社(Holt Co.)によって開発された。その後何年も経った後、現代の自動車体水平の技術は1946年にレイモンド・ヘイワイヤ・ハンソン(Raymond Haywire Hanson)によって発明された水銀スイッチ式水平センサーの発明および特許とともに出現した。ハンソンのラウコ社(Rahco, Inc.)は、今でも主にジョンディアコンバイン用の車体水平システムを生産している。
斜面において車体の水平を保つことには、いくつかの利点がある。その中の第一点目は、斜面での作業であっても脱穀効率が高められた事である。
車体の水平を保てないと、穀粒とワラ屑が選別板の一方に偏って動き、選別されずに大きな固まりとなって地面に大量の穀粒を飛散させる。車体を水平に維持することによって、ストローウォーカー(straw-walker)はより効率的に作動することができる上に、選別も効率的にできることから、この問題は解消される。
ケースインターナショナルが生産した453型コンバインは、斜面のどのような向きの勾配であっても車体の前後左右を水平に保つため、効率的に脱穀することを可能にした。
(→外部リンクのYouTube動画でこの453型の技術を見ることが出来る。)
二点目として車体を水平に保つことは、斜面に対するコンバインの重心位置を適正に保ち、コンバインが横転せずに斜面の等高線に沿って収穫することを可能にする。急勾配の斜面は非常に危険な領域であり、コンバインがとても急な丘で横転する事故は珍しくない。
より新しい型の水平装置は、古いもの程には傾斜に対応出来ない。ラウコ製の車体水平コンバージョンキットを装備したジョンディア9600型コンバインで44%まで、より新型のSTSコンバインでも35%に対応する程度である。これら近代的なコンバインは、車体の水平がそれほど重要ではない回転式の穀粒選別装置を使用する。
また、パルースのほとんどのコンバインは機械を安定させるために駆動輪にダブルタイヤを装備している。

### 脱穀速度の維持

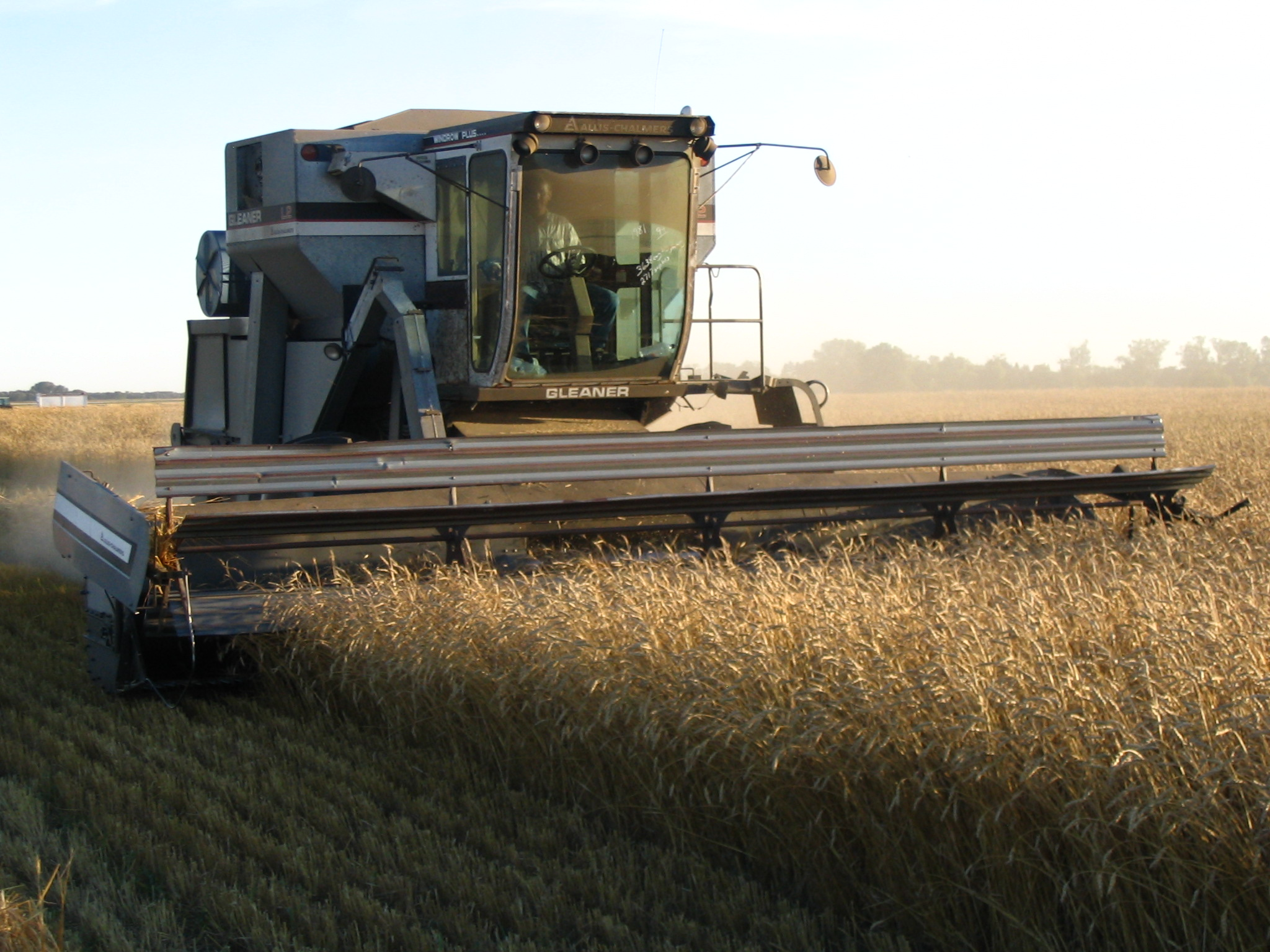
Allis-Chalmers GLEANER L2

コンバインでよく使用される技術として、他に無段変速機があげられる。
これは、一定のエンジン回転数と脱穀機回転数を維持しながらも、コンバインの走行速度を自在に変化させることを可能にする。
普通、脱穀機はある回転数で最良に作動するように調節されているので、脱穀機の回転数は一定に保つことが望ましい。
また、脱穀機が処理する穀物の流量が多すぎても少なすぎても穀粒のロスが発生してしまう。それを防ぐためには刈取速度を適切に制御する必要がある。
初期の自走コンバインは、走行速度を一定のギア比で変速する手動変速機だった。
やがてこの欠点は見直され、1950年代初期のコンバインではジョンディアがバリアブルスピードドライブ(Variable Speed Drive)と呼ばれるものを装備していた。
これは単にばねと油圧で制御された、幅が可変するプーリーだった。この可変プーリーは変速機の入力軸に付けられた。
この駆動方式には4段変速の手動変速機がまだ使用された。オペレータは普通、3速のギヤを選択する。
オペレータがバリアブルスピードドライブシステムの範囲内で機械を加速したり減速したりするために、別な操作が追加された。
変速機の入力軸上の可変プーリーの幅を減少させることによって、ベルトはプーリーの溝のより外周に移動する。
これは、変速機の入力軸の回転数を遅くし、それにより、そのギヤでの走行速度を遅くした。
クラッチはオペレータが機械を止めたり、変速機のギヤを変えるために、まだ残されていた。
その後、油圧技術が向上するにつれ、新しいタイプの駆動方式が発明された。
この駆動方式は以前のように4段の手動変速機も備えているが、この発明では、変速機の入力軸を駆動するために油圧ポンプと油圧モータのシステムを使用した。
このシステムは静油圧式無段変速機(Hydraulic Static Transmission）HSTと呼ばれる。
エンジンは最高4000psi(約27.6MPa、約280kgf/cm2)を発生させる油圧ポンプを回転させる。
その後、この油圧は、変速機の入力軸に接続される油圧モータに送られる。
オペレータが、油圧ポンプで発生した油圧によって作動する油圧モータの回転をコントロールするため、キャビンの中に操作レバーが取り付けられている。
油圧モータの中の斜板の調節によって、そのピストンのストローク量は連続的に変化させられる。
斜板が中立にセットされる場合、ピストンはシリンダの中でストロークせず油圧モータの回転が規制される結果、機械は走行せずブレーキがかかったのと同じ状態になる。
レバーを操作することによって、斜板は連動するピストンを前進させ、それにより、ピストンがシリンダの中でストロークし、モータを回転させる。
これらによって、速度ゼロの停止状態から変速機のギヤで選んだ最高速度まで、無段変速の速度制御が出来る。
そして、通常のクラッチは不要となりこの駆動方式から取外された。
ほとんどすべての近代的なコンバインがHSTを装備している。
これは、最近一般的に使われる家庭用および業務用芝刈機の中で使われる無段変速機の、より大型の物である。
実際には、芝刈機および他の機械にこの駆動方式を取り入れたのは、コンバインの駆動方式の小型化からであった。

### 脱穀工程

脱穀部の構造

機械とコンピュータ制御の大きな進歩にもかかわらず、コンバインの基本構造は発明以降ほとんど変わっていない。
まず、上記のヘッダ(header)が作物を刈り取り、それをコンケーブ(concave)に投入する。
これは作物の通路を横切るように取り付けられ、円柱を四分の一に割ったような形状の湾曲した網で、ラスプバー(rasp bars)と呼ばれる脱穀ドラムが回転する際に作物を後方へと送るガイドの役目を持つ。
脱穀ドラムを回転させることによりコンケーブの上で作物を脱穀し、穂から穀粒を分離する。
穀粒はコンケーブの網目をくぐってシーブ（sives）に落ち、大きなワラはコンケーブの上に残り、コンケーブの端からストローウォーカー(straw walkers)の上へと送られる。
シーブは通常、上下に2段ある。それぞれ、穀粒の粒の大きさに合せて調整された穴を備えている。
上段のチャフシーブの穴は下のシーブの穴より大きくされる。
下段のグレンシーブを通って落ちるものはすべて選別の済んだ穀粒として、グレンタンクに送られる。
シーブは少し勾配が付いた状態で揺動して比重によって穀粒を選別し、さらに強力なファンによってシーブの正面から風を送って穀粒とワラ屑を分離する。もしファンを強くしすぎると、シーブ後方の穀粒がコンバインの外へ飛散してロスを生じ、逆にファンを弱くしすぎるとワラ屑が穀粒に混入する。重いワラ屑や、脱穀されなかった穂先などは、シーブの後方に落ち、再度脱穀するためにコンケーブへと戻される。
ストローウォーカーはシーブの上に位置していて、ワラ以外のものを下に落とす隙間がある。
ワラにくっついて残った穀粒を上段のシーブの上にふるい落し、ワラがウォーカーの最後部に達すると、圃場へと落とされる。
圃場に落としたワラが必要な場合、ベーラー等の梱包機械で収集するのが一般的だが、コンバインハーベスターで直接ベーラーを牽引して梱包する方法もある。もしワラが必要ないなら、出口にストローチョッパー(A straw chopper)を付けて細断して散布することができる。
コンケーブの隙間、選別ファンの回転数及びシーブの隙間の調整は、作物が適切に脱穀され、穀粒がワラ屑等を含まず、脱穀機に投入した穀粒の全てをロス無くグレンタンクに送るために重要である。例えば、登り坂を刈り進む場合は、シーブの勾配がより浅くなる為に、選別ファンの回転数を減らさなければならないことに注意が必要である。

## 大衆文化の中のコンバイン
- イギリスのスクランピー・ウエスタンミュージック(Scrumpy and Western)のグループであるen:The Wurzelsは The Combine Harvester で1976年にナンバーワンヒットを持っている。それは、ガールフレンドに求婚する農家のラブソングで、「新車のコンバインハーベスターのキーをあげる。そして僕は20エーカー、君は43エーカーの土地が手に入るよ」と歌っている。
- 映画『カントリー・ファーム/招かれざる婿!?』（原題：Son In Law、1993年）では、架空のジョイスティック・コントロールシステムを備えたコンバインを特色とする。実際のコンバインは、ペダルとハンドルでの操作が特徴である。
- 映画『ツイスター』（原題：Twister、1996年）では、竜巻が米国中西部の小さな町を引き裂き、インターナショナル・ハーベスター（IH）製1688型コンバインを空高く吸い上げて叩き落す様子が描写される。さいわいジョンディアの4020トラクタは無事だった。